# Therese Neergaard
Therese Neergaard (17 febbraio 1987) è un'ex sciatrice alpina norvegese.

## Biografia
Originaria di Klæbu e attiva in gare FIS dal novembre del 2002, in Coppa Europa la Neergaard esordì il 16 gennaio 2004 a Leukerbad in slalom speciale, senza completare la gara, e ottenne il miglior piazzamento il 5 gennaio 2007 a Melchsee-Frutt nella medesima specialità (11ª). In Coppa del Mondo disputò due gare, entrambi slalom giganti nel 2007 (il 21 gennaio a Cortina d'Ampezzo e il 27 ottobre a Sölden), senza portarle a termine. Prese per l'ultima volta il via in Coppa Europa il 5 febbraio 2008 ad Abetone in slalom gigante (45ª) e si ritirò al termine della stagione 2008-2009; la sua ultima gara fu uno slalom gigante FIS disputato il 21 aprile a Vemdalen e chiuso dalla Neergaard al 30º posto. In carriera non prese parte a rassegne olimpiche o iridate.

## Palmarès

### Coppa Europa
- Miglior piazzamento in classifica generale: 73ª nel 2007

### Campionati norvegesi
- 2 medaglie:
  - 2 ori (slalom gigante nel 2005; slalom gigante nel 2006)